# Platycis otome
Platycis otome is een keversoort uit de familie netschildkevers (Lycidae). De wetenschappelijke naam van de soort werd in 1932 gepubliceerd door Kono.